# Sibynomorphus vagus
Espèce
Synonymes
- Leptognathus vagus Jan, 1863

Sibynomorphus vagus est une espèce de serpents de la famille des Dipsadidae.

## Répartition
Cette espèce est endémique de la région de Piura au Pérou. Elle se rencontre dans la province de Huancabamba de 1 810 à 1 920 m d'altitude. 

## Publication originale
- Jan, 1863 : Elenco Sistematico degli Ofidi descriti e disegnati per l'Iconografia Generale. Milano, A. Lombardi, p. 1-143 (texte intégral).